# 帕特里克·奥尔特利布
帕特里克·奥尔特利布（德語：Patrick Ortlieb，1967年5月20日—），奥地利男子高山滑雪运动员。他曾代表奥地利参加1992年和1994年冬季奥林匹克运动会高山滑雪比赛，获得一枚金牌。